# کوشکوپالا
کوشکوپالا (به لاتین: Kushkopala) یک منطقهٔ مسکونی در روسیه است که در استان آرخانگلسک واقع شده‌است.